# 阿恰拉帕卡姆
阿恰拉帕卡姆（Acharapakkam），是印度泰米尔纳德邦Kancheepuram县的一个城镇。总人口9013（2001年）。

## 人口
该地2001年总人口9013人，其中男性4491人，女性4522人；0—6岁人口937人，其中男491人，女446人；识字率72.71%，其中男性为81.56%，女性为63.91%。